# María Elena Pérez-Jaén Zermeño
María Elena Pérez-Jaén Zermeño es una política mexicana, miembro del Partido Acción Nacional (PAN). Fue diputada federal en el periodo de 2021 a 2024.

## Biografía
Es licenciada en Ciencias Políticas y Administración Pública por la Universidad Iberoamericana y cuenta con una maestría en Gobierno y Políticas Públicas por la Universidad Panamericana y un diplomado en Teoría y Análisis Político.
De 1993 a 1996 fue coordinadora de Relaciones Intergubernamentales e Internacionales en la representación del estado de Nuevo León en la Ciudad de México y de 1997 a 1998 fue coordinadora de Comunicación Social en el Instituto Nacional de Migración. De 1998 a 2000 fue coordinadora de Comunicación y Enlace con la Sociedad en la Fundación Colosio A.C.
De 2001 a 2003 fue consultora en Comunicación en el Centro Internacional de Estudios Estratégicos, A.C., de 2003 a 2006 fue consejera ciudadana en el Consejo de Información Pública del Distrito Federal y de 2006 a 2009 fue comisionada ciudadana en el Instituto de Acceso a la Información Pública del Distrito Federal.
En 2021 fue elegida diputata federal suplente por la vía plurinominal a la LXV Legislatura que concluirá en 2024, siendo diputada propietaria María Teresa Jiménez Esquivel. El 1 de febrero de 2022 Jiménez recibió licencia como diputada para ser candidata del PAN a gobernador de Aguascalientes y ese mismo día María Elena Pérez-Jaén asumio la diputación. En la Cámara de Diputados fue secretaria de la comisión de Transparencia y Anticorrupción; e integrante de las comisiones de Gobernación y Población; y de Vigilancia de la Auditoría Superior de la Federación.
Antes de su elección como diputada, en abril de 2021 fue criticada por haber publicado un mensaje en Twitter que fue considerado como racista y clasista contra la analista política Viri Ríos.